# Ana Maria Pavăl
Ana Maria Pavăl (Onești, 10 de julio de 1983) es una deportista rumana que compitió en lucha libre. Ganó cinco medallas de bronce en el Campeonato Europeo de Lucha entre los años 2005 y 2014.
Participó en los Juegos Olímpicos de Pekín 2008, ocupando el quinto lugar en la categoría de 55 kg.

## Palmarés internacional
| Campeonato Europeo | Campeonato Europeo | Campeonato Europeo | Campeonato Europeo |
| Año                | Lugar              | Medalla            | Categoría          |
| ------------------ | ------------------ | ------------------ | ------------------ |
| 2005               | Varna (Bulgaria)   | Medalla de bronce  | 51 kg              |
| 2009               | Vilna (Lituania)   | Medalla de bronce  | 55 kg              |
| 2010               | Bakú (Azerbaiyán)  | Medalla de bronce  | 55 kg              |
| 2012               | Belgrado (Serbia)  | Medalla de bronce  | 55 kg              |
| 2014               | Vantaa (Finlandia) | Medalla de bronce  | 53 kg              |